# José Camón Aznar
José Camón Aznar (Zaragoza, 5 de octubre de 1898 - Madrid, 15 de mayo de 1979) fue un catedrático, historiador del arte, escritor y pensador español del siglo XX.

## Biografía
Licenciado en Derecho por la Universidad de Zaragoza, aunque nunca ejerció, tras terminar los estudios de leyes, que realizó por imperativo paterno, comenzó la licenciatura de Filosofía y letras. Se doctoró en Filosofía y Letras y con sólo veintiséis años ganó la cátedra de Teoría de la Literatura y de las Artes en la Universidad de Salamanca en 1924 . Durante esos años en Salamanca, se vio muy vinculado al Partido Radical, y a la persona de Miguel de Unamuno, causa por la que tras el final de la Guerra Civil perdió la cátedra. Desde 1939 impartió lecciones de Historia del Arte en la Universidad de Zaragoza. En 1942, mediante concurso de oposición, obtuvo la cátedra de Historia del Arte medieval en la Universidad de Madrid, de cuya Facultad de Filosofía y Letras llegó a ser Decano y con posterioridad Decano honorario.
Fue miembro de número de las Reales Academias de Bellas Artes de San Fernando, de la Historia y de Ciencias Morales y Políticas, miembro de honor de la Real Academia de Bellas Artes de Zaragoza y correspondiente de las de Bellas Artes de Lisboa, San Carlos de Valencia, San Jorge de Barcelona, también de numerosas en Hispanoamérica. Director de la fundación del Museo Lázaro Galdiano. Consejero del Consejo Superior de Investigaciones Científicas, presidente de la Asociación Nacional de Críticos de Arte, miembro del Patronato del Museo del Prado, del Museo Arqueológico Nacional, del de Arte Contemporáneo de Madrid y del Alcázar de Segovia. Miembro del comité que debía dirigir los estudios del príncipe Juan Carlos de Borbón. Hijo Predilecto y meritísimo de la ciudad de Zaragoza.
Dirigió la Revista de Ideas Estéticas del Consejo Superior de Investigaciones Científicas y fundador de la publicación Goya, del Museo Lázaro Galdiano.
Su producción literaria fue muy copiosa. Entre sus obras figuran Dios en San Pablo, la novela El pastor Quijótiz y las tragedias Hitler, Lutero, Ariadna, El Cid, personaje mozárabe, El ser en el espíritu y Filosofía del arte.
En cuanto a sus publicaciones de arte y estética se encuentran: "El arte desde su esencia", "El escultor Juan de Ancheta", "La arquitectura plateresca" ( en dos tomos), "Domenico Greco", "Picasso y el cubismo", "La arquitectura y la orfebrería en el siglo XVI", "Pintura medieval en España", "Velázquez", "La pintura española en el siglo XVI", "Miguel Ángel", "La pintura española en el siglo XVII", "Juan de Echebarría", "Berruguete", "Goya". Así como innumerables artículos periodísticos, catálogos de exposiciones, prólogos de obras literarias, filosóficas, artísticas, comentarios y críticas a casi todos los principales artistas españoles contemporáneos, recensiones de libros, etc.
Durante todo su vida fue formando una importantísima colección de obras artísticas y literarias. Donó toda este legado al pueblo de Aragón, creándose el Museo e Instituto de Humanidades Camón Aznar, actualmente gestionado desde la Obra Social de Ibercaja.

## Reconocimientos
Premio Nacional de Literatura de Teatro "Seneca" en 1972 por la obra "El Minotauro"; Premio Nacional de Literatura "Menéndez Pelayo" en 1956 por "Picasso y el cubismo"; Concurso Nacional de Literatura en 1946 por "Influencia de Goya en la pintura universal"; Premio del Instituto Hispánico de Investigaciones Internacionales.